# جولیا
جولیا یک زبان برنامه‌نویسی پویای سطح بالا و همه منظوره است که برای سرعت و بهره‌وری بالا طراحی شده است، برای مثال برای علوم داده، هوش مصنوعی، یادگیری ماشین، ساخت وبسایت های مدرن و اپلیکیشن های نسل جدید استفاده می شود. جولیا در حال حاضر به عنوان سریع ترین و قدرتمند ترین زبان برنامه نویسی برای توسعه هوش مصنوعی شناخته می شود.
ویژگی‌های جولیا:
1. یک زبان برنامه‌نویسی متن باز با پروانه ام‌آی‌تی است.
2. مانند زبان لیسپ هومویکونیک است، به این معنا که کدهای برنامه نیز داده‌هایی از برنامه به‌شمار می‌روند، که امکان تولید کدهای برنامه‌نویسی پویا را به برنامه‌نویس می‌دهد.
3. در تعریف توابع بسیار قوی و انعطاف‌پذیر است، که امکان تعریف رَویه‌ها و عملگرهای محاسباتی جامع برای ساختارهای داده متفاوت را فراهم می‌آورد.
4. دارای قابلیت‌های سطح پایین کنترلی و محاسباتی است، که سرعت اجرا را تا حد زبان‌های با نوع داده ایستا مانند سی یا فرترن افزایش می‌دهد.
5. دارای سیستم مدیریت بسته‌است.
6. دارای قابلیت فراخوانی توابع پایتون با استفاده از بسته PyCall است.
7. دارای قابلیت فراخوانی مستقیم توابع سی است.
8. نوع داده‌های تعریف شده به وسیله کاربر سرعت و فشردگی انواع توکار زبان را دارند.
9. پشتیبانی بهینه از یونی‌کد شامل UTF-8
10. برای یادگیری و استفاده ساده است.